# Metafizyczna pauza
Metafizyczna pauza – zbiór esejów Czesława Miłosza wydanych w 1989 r. przez krakowskie wydawnictwo Znak.
Zbiór esejów ogniskujących się wokół problematyki religijnej oraz  religijnego widzenia świata i człowieka, wybranych z tomów: Rodzinna Europa, Widzenia nad Zatoką San Francisco, Ogród nauk, Prywatne obowiązki. Do książki włączono też wiersze, zapisy i epigrafy z tomu Nieobjęta ziemia. Tekst tytułowy w formie pytań i odpowiedzi został przez poetę napisany specjalnie do tej edycji. Wybór opracowała i wstępem opatrzyła Joanna Gromek. Do edycji z 1995 r. dodano rozmowę Ireneusza Kani z Czesławem Miłoszem na temat buddyzmu. 
Zbiór zawiera m.in. szkice: O katolicyzmie, Wychowanie katolickie, Religia i przestrzeń, Religijność Zdziechowskiego, O piekle, Jak powinno być w niebie, O zgiełku wielu religii oraz Rozdział, w którym autor przyznaje się, że jest po stronie ludzi z braku czegoś lepszego. 

## Wydania polskie
- Kraków: Znak, 1989, 1995

## Przekłady na języki obce
- Metafizikai pauza, Budapest: Nagyvilág, 2011

## Wybrane recenzje
- Cesarski Wojciech, Miłosz o religii, „Gazeta Wyborcza” 1995, nr 154, s. 9.
- Garstka Edward, „ Za i Przeciw” 1989, nr 38, s. 18.
- Jastrun Tomasz, Miłosz i dziurka na klucz, „Plus Minus” 1995, nr 29, s. 17.
- Kłoczowski Jan Andrzej, Miłosza "Metafizyczna pauza", „W drodze” 1995, nr 8, s. 108.
- Lektor (Fiałkowski Tomasz), Przeczytajmy to jeszcze raz, „Tygodnik Powszechny” 1995 nr 23, s. 13.
- Michałowski Piotr, Wyznanie jako wyzwanie, „Literatura” 1996, nr 1, s. 60-61.
- Suska Dariusz, Jak powinno być w niebie, „Życie Warszawy” 1995, nr 159, s. 7.
- Zajas Krzysztof, Utracona przestrzeń wiary, „Res Publica” 1989, nr 9-12, s. 127-130.